# Heo Gyun
Dans ce nom coréen, le nom de famille, Heo, précède le nom personnel.
Pour les articles homonymes, voir Heo.
Heo Gyun (Hangeul : 허균, hanja : 許筠, 3 novembre 1569 - 24 août 1618) est un homme politique et un écrivain de la dynastie Joseon de Corée. Son nom de plume était Gyosan (교산, 蛟山). C'est le frère de la poétesse Heo Nanseolheon.
Suivant l’influence de son tuteur, Yi Dal, Heo Gyun a été un penseur libéral désirant une société plus progressiste et débarrassée des éléments conservateurs et des bigots. Au gouvernement, il a occupé les positions de ministre de la commission des châtiments et de chancelier d’état. Exilé plusieurs fois à cause de son implication dans des querelles politiques, il est finalement exécuté pour cause de trahison pendant le règne du prince Gwanghae.
Heo Gyun est en général considéré comme étant l’auteur de la légende de Hong Gildong, une célèbre histoire rappelant celle de Robin des Bois et qui illustre bien ses pensées.

## Œuvres

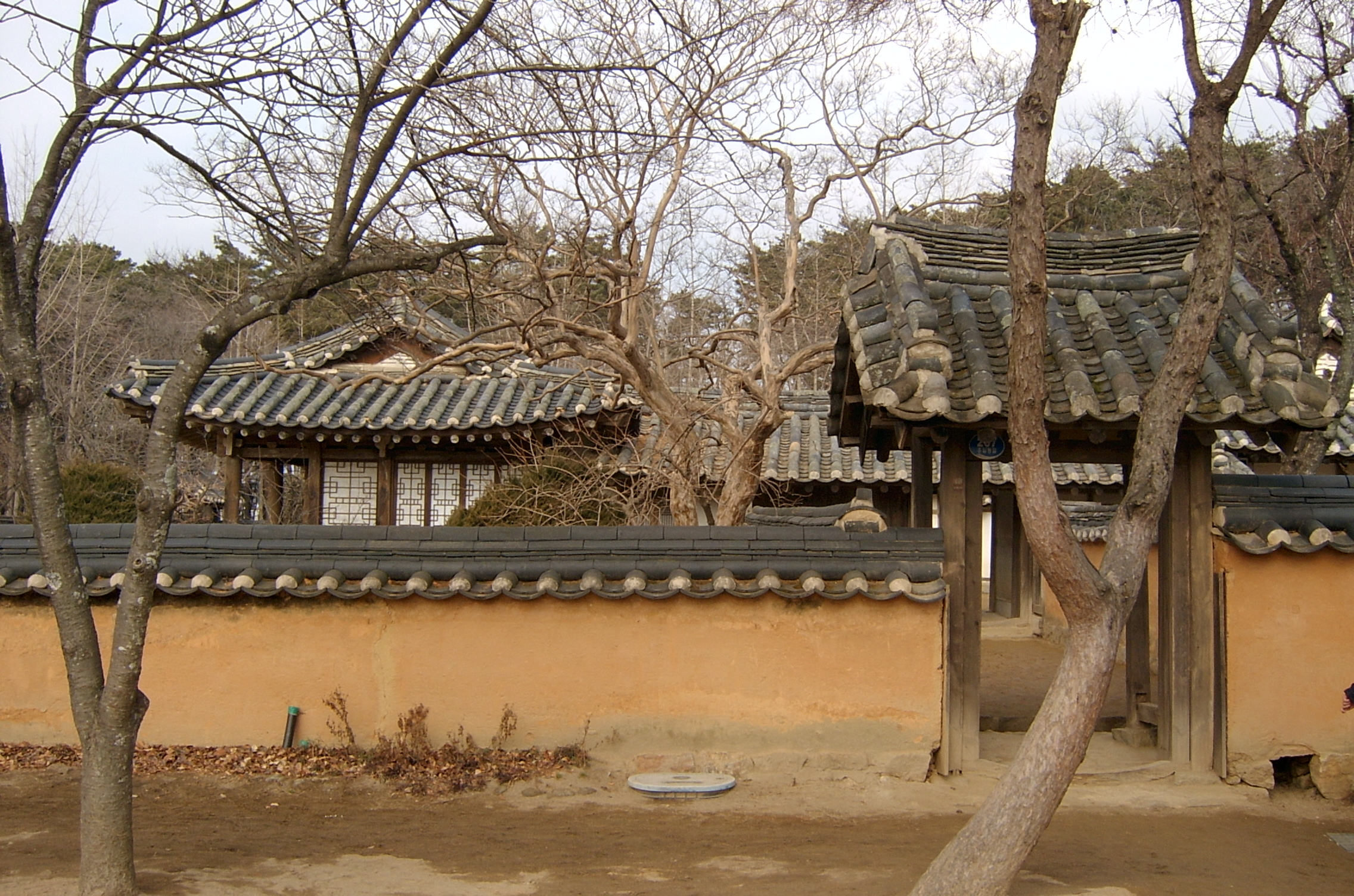
La maison natale de Heo Gyun à Gangneung

- La légende de Hong Gildong (Honggildongjeon, 홍길동전)
- Donggukmyeongsandongcheonjuhaegi (동국명산동천주해기, 東國名山洞天註解記)
- Domundaejak (도문대작, 屠門大嚼)
- Namgungdujeon (남궁두전, 南宮斗傳)
- Yujaeron (유재론)
- Seongsobubugo (성소부부고, 惺所覆?藁)
- Hagsanchodam (학산초담, 鶴山樵談)
- Gukjosisan (국조시산, 國朝詩刪)
- Hanjeongrok (한정록, 閑情錄)
- Gyosan sihwa (교산시화, 蛟山詩話)
- Gosiseon (고시선, 古詩選)
- Sacheseongdang (사체성당, 四體盛唐)
- Dangsiseon (당시선, 唐詩選)
- Songoghasicho (송오가시초, 宋五家詩抄)
- Myeongsagasiseon (명사가시선, 明四家詩選)
- Eomcheosajeon (엄처사전)
- Songgoksaninjeon (손곡산인전)
- Jangsaninjeon (장산인전)
- Jangsaengjeon (장생전)
- Namgungseonsaengjeon (남궁선생전)

En 2018, l'auteure de bande dessinée Yoon-Sun Park livre en français une adaptation avec Les Aventures de Hong Kiltong, publié aux éditions Misma. L'album figure dans la sélection jeunesse au festival d'Angoulême 2019.